# Diaea bengalensis
Diaea bengalensis is een spinnensoort uit de familie krabspinnen (Thomisidae).
De wetenschappelijke naam van de soort werd in 1981 gepubliceerd door Bijan Kumar Biswas & Subhash Chandra Majumder.